# 尼日爾魮
尼日爾魮（学名：Barbus nigeriensis）為輻鰭魚綱鯉形目鯉科的其中一個種。分布於非洲尼日、查德、布吉納法索、馬利等地區，本魚嘴大，有相當長的觸鬚，眼的前面被達到的後半段；在後部的延伸經過在後部的邊緣眼，體側具一條縱向的狹窄黑色的條紋,從鰓蓋延伸至尾部，背鰭基底有一深色彎曲斑點。背鰭軟條11枚；臀鰭軟條8枚，體長可達5公分。

## 扩展阅读
維基物種上的相關：尼日爾魮